# Leopold und Loeb

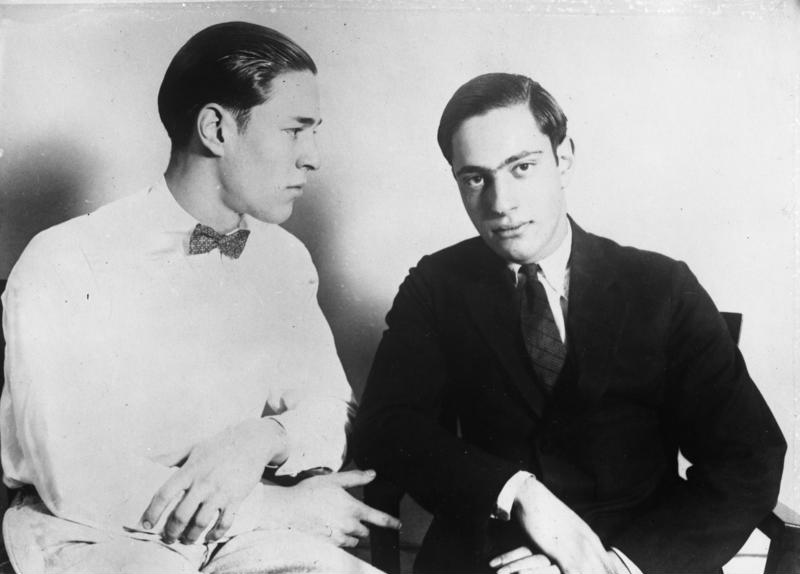
Richard Loeb (links) und Nathan Leopold (1924)

Nathan Freudenthal Leopold Junior (* 19. November 1904; † 29. August 1971) und Richard Loeb (* 11. Juni 1905; † 28. Januar 1936), besser bekannt als Leopold und Loeb, waren zwei Studenten der University of Chicago aus jeweils sehr wohlhabendem Haus, die 1924 den 14-jährigen Bobby Franks ermordeten und dafür zu lebenslanger Freiheitsstrafe verurteilt wurden. Ihre Tat war deshalb bemerkenswert, weil sie hauptsächlich durch den Ehrgeiz der Studenten motiviert war, das perfekte Verbrechen zu begehen. Auch spielte das Verbrechen eine Rolle in der amerikanischen Diskussion um die Todesstrafe.

## Die Täter und ihr Motiv
Leopold und Loeb, zur Tatzeit 19 bzw. 18 Jahre alt, planten gemeinsam die Entführung mit anschließendem Mord, nachdem sie bereits erfolgreich kleinere Straftaten gemeinsam begangen hatten. In der öffentlichen Wahrnehmung verschmolzen die jungen Täter aus wohlhabenden deutsch-jüdischen Familien, die beide hochbegabt waren und sich in ihrer Vorgehensweise durch einen auffälligen Mangel an Empathie auszeichneten, zu einer Einheit. Ihr Opfer war dabei nicht absichtlich, sondern zufällig gewählt, da es ihnen in erster Linie darum ging, der Welt zu beweisen, dass sie ungestraft mit einem Mord davonkommen würden.

### Kindheit und Jugend von Nathan Leopold
Leopold kam am 19. November 1904 als Nathan Freudenthal Leopold Jr. als dritter und jüngster Sohn von Nathan Leopold Sr. und dessen Frau Florence in Chicago zur Welt. Seine Eltern waren deutsche Juden, die nach der Immigration in die USA durch den Aufbau eines Unternehmens in der Schiffsbranche zu Wohlstand gekommen waren. Darüber hinaus gehörten ihnen Fabriken für Aluminiumdosen und Verpackungen. Die Familie bezog eine Villa im vornehmen Kenwood District. Leopold lernte in seiner Kindheit mehrere Sprachen (Englisch, Deutsch, Französisch und Italienisch beherrschte er fließend) und interessierte sich außerdem für Ornithologie. Er schrieb schon als Kind Berichte für ornithologische Fachzeitschriften und tötete selbst zahlreiche Vögel, um sie anschließend zu präparieren. Gesundheitlich war er jedoch eher fragil und litt unter anderem unter einer Schilddrüsenüberfunktion und einer Störung der Nervenbahnen. Auf der privaten Harvard School for Boys fand er keine Freunde und wurde von seinen Mitschülern gemobbt. Mädchen interessierten ihn nicht, stattdessen hatte er homoerotische Fantasien, von denen ihm bewusst war, dass es strafbar wäre, sie auszuleben. Zu Hause nahm ihn seine Gouvernante Mathilda W. (ebenso wie seinen älteren Bruder) mit in die Badewanne, wo es – auf ihre Initiative – zu sexuellen Übergriffen kam. Er begann Friedrich Nietzsche zu lesen und war besonders von Also sprach Zarathustra beeindruckt, wobei ihn die Idee vom Übermenschen faszinierte. Leopold war 16 Jahre alt, als er 1920 an der University of Chicago auf Richard Loeb traf. Im Jahr darauf starb seine Mutter, was Leopolds Bestreben bestärkte, sich von menschlichen Sensibilitäten zu befreien.

### Kindheit und Jugend von Richard Loeb
Richard wurde am 11. Juni 1905 als dritter Sohn von Albert und Anna Loeb geboren und wuchs im Kenwood District auf einem Anwesen mit eigenem Tennisplatz auf. Seine Familie war ebenfalls deutsch-jüdisch und der Vater hatte es als Vizepräsident des Handelsunternehmens Sears zu beträchtlichem Wohlstand gebracht. Bereits als Zehnjähriger gab Richard – vom Vater finanziert – seine eigene Zeitung heraus, in der er unter anderem eigene Essays veröffentlichte. Seine Eltern hatten wenig Zeit für ihn, seine Gouvernante kontrollierte ihn streng und schrieb ihm vor, was er lesen durfte. Da Charles Dickens und historische Fachbücher ihn nicht interessierten, las er heimlich Kriminalgeschichten mit Protagonisten wie Sherlock Holmes und Arsène Lupin. Bereits im Alter von zehn Jahren verübte Loeb die ersten kleinen Diebstähle, nicht weil er es nötig hatte, sondern um sich und der Welt zu beweisen, dass er damit durchkommen konnte. Mit der Zeit kamen Vandalismus und Brandstiftung hinzu, wobei Loeb jedoch nie gefasst wurde. Er hatte einen Intelligenzquotienten von 160 und übersprang mehrere Schulklassen, so dass er bereits mit 15 Jahren ein Universitätsstudium begann. Nachdem das strenge Kindermädchen die Familie verlassen hatte, nutzte Loeb, welcher als attraktiv und beliebt galt, die Gelegenheit, um sich auszuleben. Er feierte ausgelassen und besuchte Prostituierte, wobei er sich mit 15 mit Gonorrhoe infizierte. Loeb war mit 17 Jahren der jüngste Absolvent in der Geschichte der University of Michigan.

### Leopold und Loeb
Leopold und Loeb trafen sich 1920 an der University of Michigan und wechselten später gemeinsam an die University of Chicago. Die beiden näherten sich schnell an und bemerkten Ähnlichkeiten, so waren beide aus reichem Hause, im selben Stadtteil aufgewachsen und hedonistisch veranlagt. Sie begannen sich über Nietzsche auszutauschen. Gemeinsam kamen sie zu der Ansicht, unfehlbar zu sein, und fingen an, das vermeintlich perfekte Verbrechen zu planen. Mit Loeb konnte Leopold auch seine homoerotischen Fantasien ausleben, wobei ein Teil der Quellen der Ansicht ist, dass die beiden auch in diesem Bereich eine einvernehmliche Zweckbeziehung führten. Es sind Briefe aus dieser Zeit erhalten, durch die sich auch eine sexuelle Beziehung der beiden belegen lässt. Außerdem begingen sie gemeinsam Delikte wie Ladendiebstahl, Vandalismus und Brandstiftung und fuhren mindestens ein gestohlenes Auto zu Schrott – ohne je von der Polizei verdächtigt zu werden. Getragen vom Glauben an ihre Überlegenheit brachen sie im November 1923 sogar in das Haus der Studentenverbindung ein, bei der Loeb Mitglied war. Danach begannen sie das – aus ihrer Sicht – ultimative Verbrechen zu planen: eine Entführung mit anschließendem Mord.

## Das Verbrechen

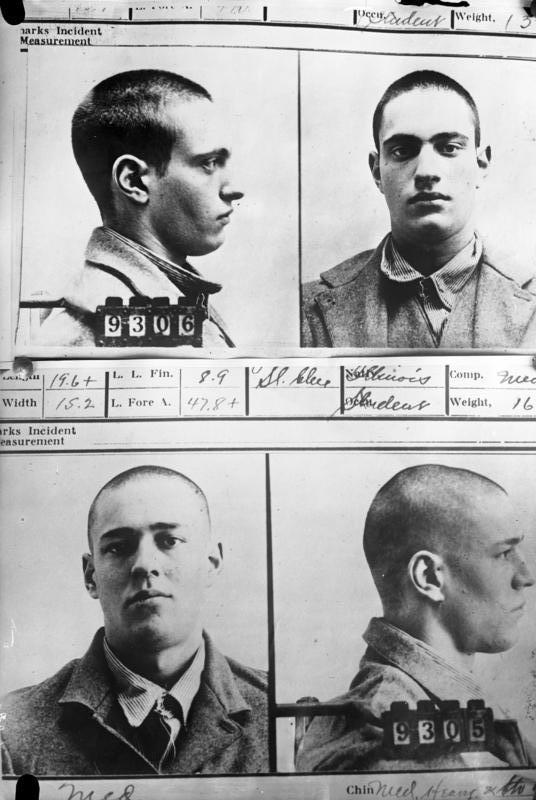
Porträtaufnahmen der Häftlinge Nathan Leopold (oben) und Richard Loeb

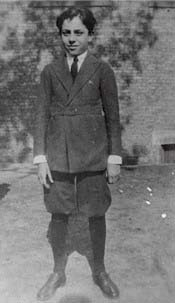
Bobby Franks

Am 21. Mai 1924 lockten Leopold und Loeb Bobby Franks, einen entfernten Verwandten und Nachbarn Loebs, in einen gemieteten Wagen. Dort schlug ihn Loeb zunächst mit einem Meißel nieder, anschließend erstickten sie ihn gemeinsam. Nachdem Leopold und Loeb die Leiche in einem Graben unter Eisenbahnschienen außerhalb Chicagos (nahe Hammond, Indiana) versteckt hatten – das Gesicht mit Säure verätzt, um eine Identifizierung zu erschweren – erhielt die Familie des Opfers eine Lösegeldforderung in Höhe von 10.000 US-Dollar. So wollten sie eine Entführung vortäuschen.
Bevor jedoch die Familie das Lösegeld aufgetrieben hatte, fanden Eisenbahnarbeiter die Leiche. Den Ermittlern war sofort klar, dass es sich um keine gewöhnliche Entführung handeln könne – ein Entführer hätte keinen Grund gehabt, Bobby Franks zu töten.
Eine Brille, die neben der Leiche gefunden wurde, führte schließlich auf die Spur von Nathan Leopold. Sie war eine Spezialanfertigung gewesen, und nur drei Personen im Großraum Chicago waren im Besitz einer solchen gewesen. Die Lösegeldforderung war auf einer Schreibmaschine getippt worden, die Leopold zusammen mit einigen Studienkollegen genutzt hatte. Während des Verhörs fielen die Alibis der Täter in sich zusammen. Beide gestanden das Verbrechen, bezichtigten jedoch den jeweils anderen der eigentlichen Tötung Bobby Franks.
Monatelang hatten sie die Tat geplant und Möglichkeiten erdacht, an das Lösegeld zu kommen, ohne gefasst zu werden. Dabei waren sie immer davon ausgegangen, dass die Leiche erst lange nach der Geldübergabe entdeckt werden würde. Das Geld war allerdings nicht ihr Hauptmotiv; ihre Familien versorgten sie zur Genüge. Vielmehr gaben beide zu, den mit der Tat einhergehenden Nervenkitzel gesucht zu haben. Selbst im Gefängnis versuchten sie, diesen Nervenkitzel aufrechtzuerhalten, indem sie immer wieder Zeitungsreporter mit den blutigen Details ihres Verbrechens versorgten.

## Die Folgen und das Gerichtsverfahren

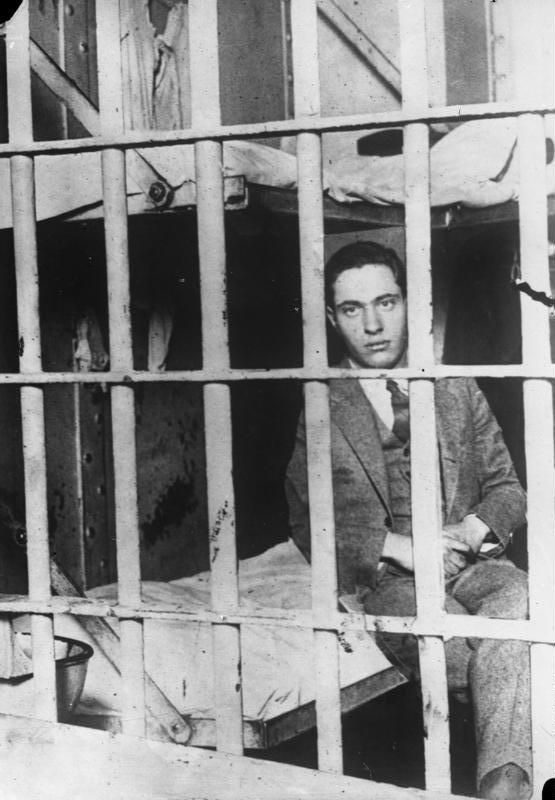
Nathan Leopold im Stateville Correctional Center, 1931

Die Öffentlichkeit war schockiert. In der jüdischen Gemeinde konnte sich niemand vorstellen, dass Menschen mit beispielhaftem Erfolg ein derartiges Verbrechen begehen könnten. Sowohl die Familie Leopolds als auch die Familie Loebs war sehr wohlhabend, und nahezu jeder Student der University of Chicago hatte damals eine gesicherte Zukunft vor sich. Es gab daher keinen nachvollziehbaren Grund, zum Verbrecher zu werden. Antisemitische Priester versuchten, das Verbrechen für ihre Propaganda zu nutzen, obwohl keiner der Angeklagten praktizierender Jude war. Leopold hatte sich oft vor und während des Prozesses zum Atheismus bekannt. Der Reporter Meyer Levin konstatierte innerhalb der jüdischen Gemeinde „eine Erleichterung, dass auch das Opfer jüdischen Glaubens war“.
Das Gerichtsverfahren wurde zum Medienspektakel, es wurde öffentlich vom „Jahrhundertverbrechen“ gesprochen. Die Familie Loebs engagierte den 67-jährigen Rechtsanwalt Clarence Darrow als Verteidiger, einen erbitterten Gegner der Todesstrafe. Man erwartete, dass er auf Freispruch wegen Unzurechnungsfähigkeit plädieren würde; Darrow jedoch überraschte die Öffentlichkeit damit, dass er beide Angeklagte sich schuldig bekennen ließ. Dadurch vermied er ein Urteil durch Geschworene, das wegen der aufgeheizten öffentlichen Meinung möglicherweise auf Tod durch den Strang gelautet hätte. Stattdessen konnte er nun vor einem einzelnen Richter argumentieren und für das Leben seiner beiden Mandanten plädieren.
Darrow hielt ein Plädoyer, das als das beste seiner Laufbahn gilt. Möglicherweise hatte Darrow den Fall gerade übernommen, um ein solches Plädoyer halten zu können, denn so konnte er seine starken Argumente gegen die Todesstrafe durch die Zeitungsmeldungen in aller Welt einer breiten Öffentlichkeit mitteilen.
Entscheidend war vor allem Darrows Argument, dass die beiden Angeklagten noch minderjährig (damalige Altersgrenze 21 Jahre) waren. Der Richter sah daraufhin mit Blick auf die weltweite Entwicklung des Strafrechtes von der Todesstrafe ab. Der Fall wird daher oft im Zusammenhang mit der Diskussion um die Bestrafung Minderjähriger in den USA genannt. Auch damals war in der Öffentlichkeit die Todesstrafe gefordert worden, ungeachtet des Alters der Angeklagten.
Der zuständige Richter verurteilte Leopold und Loeb zu einer lebenslangen Freiheitsstrafe für den Mord und zu weiteren 99 Jahren Gefängnis für die Entführung.
Leopold und Loeb, die zunächst in Joliet gesessen hatten, wurden später nach Stateville verlegt. Im Gefängnis gaben beide anderen Häftlingen Unterricht. Im Januar 1936 wurde Loeb im Alter von 30 Jahren von seinem Zellengenossen James Day mit einem Rasiermesser getötet. Day konnte später glaubhaft machen, dass Loeb versucht habe, ihn in den Waschräumen zu vergewaltigen, und er in Notwehr gehandelt habe. Nathan Leopold zog diese Darstellung später in seinem Buch Life Plus 99 Years in Zweifel. Der katholische Gefängnisseelsorger Eligius Weir bekräftigte diese Zweifel und gab an, dass in Wirklichkeit James Day den getöteten Richard Loeb zu sexuellen Handlungen gedrängt habe. Loeb sei von ihm getötet worden, weil er sich dem widersetzt habe.
1958, nach 33 Jahren Gefängnis, wurde Leopold auf Bewährung entlassen. Er zog nach Puerto Rico, um der Aufmerksamkeit durch die Presse zu entgehen, und heiratete eine verwitwete Floristin. Er starb 1971 mit 66 Jahren an einem Herzinfarkt.

## Adaptionen in Literatur, Film und Theater
- 1929 verfasste Patrick Hamilton sein von dem Verbrechen inspiriertes Theaterstück Rope. Es wurde von Alfred Hitchcock unter dem gleichen Namen (im Deutschen: Cocktail für eine Leiche) 1948 verfilmt.
- 1940 griff der afroamerikanische Autor Richard Wright in seinem Roman Native Son für die Gestaltung seiner Charaktere auf Berichte über Kriminalfälle zurück. Neben Leopold und Loeb nannte er auch den mehrfachen Mörder Robert Nixon (1919–1939).[9]
- 1956 behandelte Meyer Levin den Fall in seinem Roman Compulsion (deutsch Zwang), einer fiktionalisierten Version der wirklichen Ereignisse, in der die Namen der Täter in „Steiner“ und „Strauss“ geändert wurden.
- 1959 diente das o. g. Buch Compulsion als Vorlage für den Film Der Zwang zum Bösen des Regisseurs Richard Fleischer, in dem Dean Stockwell und Bradford Dillman die Hauptrollen spielten. Die auf Darrow basierende Figur wurde von Orson Welles dargestellt. Dessen Rede am Ende des Films, in der das Schlussplädoyer Darrows aufgegriffen wird, gilt als einer der längsten Monologe der Filmgeschichte.
- Im 1981 erschienenen James-Bond-Film "In tödlicher Mission" tritt ein Killer namens Emile Leopold Loque auf, der eine ungewöhnliche Brille trägt.
- Im Theaterstück 1985: Never the Sinner geht John Logan sowohl auf die Empathielosigkeit, als auch auf die homoerotische Beziehung zwischen den beiden Tätern ein.[10]
- 1990 führte Paul Annett bei dem Fernsehfilm Never the Sinner Regie, der den Fall halb-dokumentarisch präsentiert.[11]
- 1990 war die Folge Luzifers Schüler der Auftakt zu der zehnten Staffel der Fernsehreihe Columbo. Die Charaktere der Antagonisten sind an Leopold und Loeb angelehnt.[12]
- 1991 drehte John David Coles den Film Darrow, in dem sich mit dem Leben Darrows beschäftigt wird. Der  Fall Leopold und Loeb wird ebenfalls dargestellt, ist jedoch nur einer unter vielen.
- 1992 wurde im Film Swoon das Thema aufgegriffen
- 1997 drehte Michael Haneke den Film Funny Games, in dem zwei junge, gebildete Männer gezeigt werden, die grundlos Menschen zu Tode quälen. In Hanekes U.S.-Remake seines eigenen Werkes aus dem Jahre 2007 spielt Michael Pitt einen der mordenden Männer – wie auch schon im Film Mord nach Plan.
- 2002 erschien Mord nach Plan mit Sandra Bullock und Ryan Gosling in den Hauptrollen. Hier besteht inhaltlich eine lockere Verbindung zum echten Fall.
- Darüber hinaus wurde das Verbrechen 2003 auch für die Bühne aufgegriffen. Unter dem Titel Thrill me – die Leopold und Loeb Story wurde das Thema von Stephen Dolginoff als Musical inszeniert. Es wurde weltweit gespielt und 2012 erstmals auch in Deutschland, auf der Bühne des Katielli-Theaters in Datteln, aufgeführt.
- 2004 produzierten der RBB und der MDR ein Hörspiel des Schriftstellers Rolf Schneider mit dem Titel Die Affäre Leopold-Loeb. Später lief die Sendung auch beim Deutschlandfunk als Mitternachtskrimi.[13]
- Die Musiker Paul Simon und Art Garfunkel traten einmal unter dem Namen Loeb and Leopold als Vorband von Frank Zappa and the Mothers of Invention auf.
- Der Roman Fever der jüdischen Autorin Leslie Kaplan verlegt das Motiv der Mörder, einen Mord zu begehen, um ihre geistige Überlegenheit zu behaupten, an den Schauplatz Paris.
- In der Netflix-Serie Better Call Saul von 2022 werden die Protagonisten Jimmy (Saul Goodman) und Kim Wexler in der letzten Staffel von Howard Hamlin als „Leopold und Loeb“ bezeichnet.